# Phoebe bournei
Phoebe bournei är en lagerväxtart som först beskrevs av William Botting Hemsley, och fick sitt nu gällande namn av Y.C. Yang. Phoebe bournei ingår i släktet Phoebe och familjen lagerväxter. Inga underarter finns listade i Catalogue of Life.